# Batignolles-Monceau
Pour les articles homonymes, voir Batignolles et Monceau.
Batignolles-Monceau est, de 1830 à 1860, une commune française du département de la Seine.

## Historique

### Avant 1830
Le village de Monceau apparaît déjà sur le plan de Albert Jouvin de Rochefort dessiné en 1672. C'est un petit village qui se développe sur la route du bac d'Asnières-sur-Seine. Il s'étend le long des actuelles rue de Lévis et rue Léon-Cosnard avec quelques rues perpendiculaires (actuelles rue Legendre, rue de la Terrasse et rue des Dames). Au centre du village, se trouvent le château de Monceau, qui dépend de la seigneurie de Clichy, et une chapelle dédiée à saint Étienne. En 1731, 39 maisons sont dénombrées à Monceau.
Les Batignolles et les Épinettes apparaissent sur le plan de Roussel, mais seulement dans les noms de domaines de chasse royaux. 
Après la construction du mur des Fermiers généraux dans les années 1780, le village de Monceau se trouve au débouché de la barrière qui prend son nom. Le hameau des Batignolles se structure au nord de la barrière de Clichy, le long de la route menant à Clichy et Saint-Ouen et le long du chemin menant à Monceau (rue des Dames). Le lieu-dit des Épinettes se trouve plus au nord entre les routes de Clichy et de Saint-Ouen.
À la Révolution, lors de la formation des communes de France en 1789-1790, le village de Monceau et les hameaux des Batignolles et des Épinettes sont incorporés à la commune de Clichy.

### Entre 1830 et 1860
Au XIXe siècle, les villages de Monceau et des Batignolles, situés aux portes de Paris, se développent indépendamment de celui de Clichy. À partir de 1820, des spéculateurs achètent des terrains bon marché et les viabilisent (les rues Lemercier, Nollet et Truffaut) en respectant le parcellaire rural. Ils y construisent quelques maisons de campagne ; les propriétaires ont le droit de donner le nom qu'ils désirent à la voie qu'ils créent sur leur terrain, qui sera souvent leur patronyme. Les bourgeois de Paris apprécient ces maisons peu coûteuses au rez-de-chaussée agrémentées d'un petit jardin où ils peuvent se reposer le dimanche en respirant l'air pur venu des campagnes. L'église Sainte-Marie des Batignolles est construite en 1828. Au même moment, une série de lotissements sont construits aux Épinettes le long de voies perpendiculaires à l’avenue de Clichy. 
En 1830, un arrêté royal de Charles X crée la commune de Batignolles-Monceau par scission de la commune de Clichy. La route de la Révolte marque la limite nord entre Clichy et la nouvelle commune. L'urbanisation de la commune est très forte (voir partie démographie) et les deux anciens villages quittent la férule de Clichy pour former rapidement une seule unité urbaine.
En 1837, la ligne de Paris-Saint-Lazare à Saint-Germain-en-Laye coupe la commune en deux. Dans la partie la plus urbanisée, la ligne passe en souterrain dans le tunnel des Batignolles.
En 1841-1845, la construction de l'enceinte de Thiers coupe le territoire de Batignolles-Monceau en deux, la très grande partie se trouvant incluse à l'intérieur des fortifications.
Le 1er janvier 1860, lors de l'extension de Paris du mur des Fermiers généraux à l'enceinte de Thiers, la commune de Batignolles-Monceau est supprimée et son territoire est réparti comme suit, :
- la partie interne à l'enceinte est rattachée à Paris ;
- la partie externe à l'enceinte, plus petite, intègre la commune de Clichy.

La partie annexée à Paris est intégrée :
- en majeure partie au 17e arrondissement, dans les quartiers de la Plaine-de-Monceaux, des Batignolles et des Épinettes ;
- une petite partie au 18e arrondissement, dans le quartier des Grandes-Carrières.

## Évolution démographique
| 1831  | 1836   | 1841   | 1846   | 1851   | 1856   |
| ----- | ------ | ------ | ------ | ------ | ------ |
| 6 826 | 11 566 | 14 073 | 19 864 | 28 760 | 44 094 |

## Liste des maires
| Période                                  | Période | Identité             | Étiquette | Qualité |
| ---------------------------------------- | ------- | -------------------- | --------- | ------- |
| 1830                                     |         | Jean Constant Jaique |           |         |
| Les données manquantes sont à compléter. |         |                      |           |         |
| 1843                                     | 1848    | Auguste Balagny      |           | Notaire |
| 1850                                     | 1859    | Auguste Balagny      |           | Notaire |

## Personnes notables
- Cécile Chaminade (1857-1944), pianiste et compositrice française